# Lista över fornlämningar i Kristianstads kommun (Fjälkinge)
Lista över fornlämningar i Kristianstads kommun (Fjälkinge) är en förteckning av ett urval av de fornlämningar som finns i Fjälkinge i Kristianstads kommun.
| Namn                    | Lämningstyp             | Tillkomsttid | Historisk indelning | Plats | Läge                 | ID-nr          | Bild                                 |
| ----------------------- | ----------------------- | ------------ | ------------------- | ----- | -------------------- | -------------- | ------------------------------------ |
| Fjälkinge 1:1           | Hög                     |              | Fjälkinge, Skåne    |       | 56.062636, 14.272878 | 10104200010001 | Ladda upp en bild av detta fornminne |
| Fjälkinge 2:1           | Hög                     |              | Fjälkinge, Skåne    |       | 56.064775, 14.273599 | 10104200020001 | Ladda upp en bild av detta fornminne |
| Fjälkinge 3:1           | Hög                     |              | Fjälkinge, Skåne    |       | 56.066542, 14.274538 | 10104200030001 | Ladda upp en bild av detta fornminne |
| Fjälkinge 4:1           | Stenkammargrav          |              | Fjälkinge, Skåne    |       | 56.055392, 14.268872 | 10104200040001 | Ladda upp en bild av detta fornminne |
| Fjälkinge 5:1           | Hällristning            |              | Fjälkinge, Skåne    |       | 56.050302, 14.249581 | 10104200050001 | Ladda upp en bild av detta fornminne |
| Fjälkinge 6:1           | Stensättning            |              | Fjälkinge, Skåne    |       | 56.042501, 14.244755 | 10104200060001 | Ladda upp en bild av detta fornminne |
| Fjälkinge 7:1           | Stenkammargrav          |              | Fjälkinge, Skåne    |       | 56.045675, 14.255729 | 10104200070001 | Ladda upp en bild av detta fornminne |
| Fjälkinge 8:1           | Hällristning            |              | Fjälkinge, Skåne    |       | 56.048252, 14.248052 | 10104200080001 | Ladda upp en bild av detta fornminne |
| Fjälkinge 12:1          | Stenkammargrav          |              | Fjälkinge, Skåne    |       | 56.044492, 14.269376 | 10104200120001 | Ladda upp en bild av detta fornminne |
| Fjälkinge 13:1          | Stenkammargrav          |              | Fjälkinge, Skåne    |       | 56.045764, 14.271058 | 10104200130001 | Ladda upp en bild av detta fornminne |
| Fjälkinge 16:1          | Stensättning            |              | Fjälkinge, Skåne    |       | 56.039110, 14.260696 | 10104200160001 | Ladda upp en bild av detta fornminne |
| Fjälkinge 17:1          | Stensättning            |              | Fjälkinge, Skåne    |       | 56.030680, 14.248103 | 10104200170001 | Ladda upp en bild av detta fornminne |
| Fjälkinge 17:2          | Stensättning            |              | Fjälkinge, Skåne    |       | 56.031072, 14.248046 | 10104200170002 | Ladda upp en bild av detta fornminne |
| Fjälkinge 23:1          | Hällristning            |              | Fjälkinge, Skåne    |       | 56.031510, 14.302869 | 10104200230001 | Ladda upp en bild av detta fornminne |
| Fjälkinge 23:2          | Hällristning            |              | Fjälkinge, Skåne    |       | 56.031665, 14.303104 | 10104200230002 | Ladda upp en bild av detta fornminne |
| Fjälkinge 28:1          | Hög                     |              | Fjälkinge, Skåne    |       | 56.009792, 14.299393 | 10104200280001 | Ladda upp en bild av detta fornminne |
| Mjöhög (Fjälkinge 32:1) | Hög                     |              | Fjälkinge, Skåne    |       | 56.020539, 14.276956 | 10104200320001 | Ladda upp en bild av detta fornminne |
| Fjälkinge 33:1          | Hög                     |              | Fjälkinge, Skåne    |       | 56.005504, 14.293065 | 10104200330001 | Ladda upp en bild av detta fornminne |
| Fjälkinge 35:1          | Gravfält                |              | Fjälkinge, Skåne    |       | 56.068289, 14.282050 | 10104200350001 | Ladda upp en bild av detta fornminne |
| Fjälkinge 39:1          | Begravningsplats        |              | Fjälkinge, Skåne    |       | 56.059971, 14.296993 | 10104200390001 | Ladda upp en bild av detta fornminne |
| Fjälkinge 41:1          | Begravningsplats        |              | Fjälkinge, Skåne    |       | 55.998427, 14.306272 | 10104200410001 | Ladda upp en bild av detta fornminne |
| Fjälkinge 62:1          | Stensättning            |              | Fjälkinge, Skåne    |       | 56.010607, 14.302473 | 10104200620001 | Ladda upp en bild av detta fornminne |
| Fjälkinge 76:1          | Grav- och boplatsområde |              | Fjälkinge, Skåne    |       | 56.034612, 14.263344 | 10104200760001 | Ladda upp en bild av detta fornminne |
| Fjälkinge 123:1         | Hällristning            |              | Fjälkinge, Skåne    |       | 56.061761, 14.264271 | 10104201230001 | Ladda upp en bild av detta fornminne |
| Fjälkinge 123:2         | Hällristning            |              | Fjälkinge, Skåne    |       | 56.061620, 14.264497 | 10104201230002 | Ladda upp en bild av detta fornminne |
| Fjälkinge 127:1         | Hög                     |              | Fjälkinge, Skåne    |       | 56.056958, 14.263155 | 10104201270001 | Ladda upp en bild av detta fornminne |
| Fjälkinge 140:1         | Hällristning            |              | Fjälkinge, Skåne    |       | 56.038556, 14.261067 | 10104201400001 | Ladda upp en bild av detta fornminne |
| Fjälkinge 166:1         | Hällristning            |              | Fjälkinge, Skåne    |       | 56.030978, 14.302561 | 10104201660001 | Ladda upp en bild av detta fornminne |